# Syndrome de Fahr
 Mise en garde médicale
Décrit pour la première fois en 1951, le syndrome de Fahr est une maladie se traduisant par des calcifications massives des noyaux gris centraux en l'absence d'anomalie du métabolisme du calcium. Il existe parallèlement des signes neurodégénératifs.
Le début des signes neurodégénératifs débute vers 30 à 40 ans bien que des cas chez des enfants aient été décrits.
Les signes neurologiques sont très variés : syndrome parkinsonien, trouble de la marche, ataxie cérébelleuse et chorée-athétose.
La constatation de calcifications des noyaux gris centraux est fréquent dans de nombreuses maladies. Près de 1 pour cent des scanners du cerveau montrent la présence de calcifications des noyaux gris centraux surtout après 60 ans. Cette constatation ne s'accompagne pas d'une augmentation de pathologie neurologique chez ces individus.